# Olympische Sommerspiele 1924/Moderner Fünfkampf
Bei den VIII. Olympischen Sommerspielen 1924 in Paris fand ein Wettbewerb im Modernen Fünfkampf statt.

## Zeitplan
| Datum    | Sportart                | Wettkampfstätte             |
| -------- | ----------------------- | --------------------------- |
| 12. Juli | Pistolenschießen        | Stand de tir de Versailles  |
| 12. Juli | 300 m Freistilschwimmen | Piscine des Tourelles       |
| 14. Juli | Degenfechten            | Stade Olympique de Colombes |
| 16. Juli | Geländeritt             | Fontainebleau               |
| 17. Juli | 4000 m Crosslauf        | Stade Olympique de Colombes |

## Ergebnisse
| Rang | Land | Athlet                               | Schießen | Schießen | Schwimmen  | Schwimmen | Fechten | Reiten | Reiten | Crosslauf   | Crosslauf | Gesamt |
| Rang | Land | Athlet                               | Ringe    | Punkte   | Zeit       | Punkte    | Punkte  | Punkte | Punkte | Zeit        | Punkte    | Punkte |
| ---- | ---- | ------------------------------------ | -------- | -------- | ---------- | --------- | ------- | ------ | ------ | ----------- | --------- | ------ |
| 1    | SWE  | Bo Lindman                           | 170      | 9        | 5:18,6 min | 1         | 3       | 134,5  | 4      | 12:40,0 min | 1         | 18,0   |
| 2    | SWE  | Gustaf Dyrssen                       | 160      | 20       | 5:35,6 min | 4         | 1       | 136,0  | 3      | 13:35,0 min | 11,5      | 39,5   |
| 3    | SWE  | Bertil Uggla                         | 177      | 7        | 6:30,8 min | 21        | 5       | 133,0  | 5      | 13:18,0 min | 7         | 45,0   |
| 4    | FRA  | Ivan Duranthon                       | 182      | 4        | 6:24,4 min | 18        | 17,5    | 124,0  | 11     | 13:08,6 min | 4         | 54,5   |
| 5    | FIN  | Henrik Avellan                       | 164      | 17       | 5:45,8 min | 6         | 17,5    | 147,0  | 1      | 13:46,0 min | 14        | 55,5   |
| 6    | DEN  | Helge Jensen                         | 183      | 2        | 6:24,8 min | 19        | 11,5    | 125,0  | 9,5    | 14:19,0 min | 19        | 61,0   |
| 7    | GBR  | George Vokins                        | 144      | 24       | 6:02,8 min | 11        | 10      | 126,5  | 8      | 13:35,0 min | 11,5      | 64,5   |
| 8    | NED  | Christiaan Tonnet                    | 154      | 22       | 6:03,4 min | 12        | 13,5    | 113,5  | 16     | 12:49,0 min | 2         | 65,5   |
| 9    | FIN  | Väinö Bremer                         | 170      | 13       | 5:47,6 min | 7         | 11,5    | 94,0   | 25     | 13:32,0 min | 10        | 66,5   |
| 10   | SWE  | Carl Årmann                          | 183      | 3        | 5:59,0 min | 9         | 15,5    | 90,5   | 27     | 14:22,0 min | 20        | 74,5   |
| 10   | USA  | George Bare                          | 169      | 14       | 6:15,8 min | 15        | 26,5    | 132,0  | 6      | 13:45,0 min | 13        | 74,5   |
| 12   | FRA  | Charles Jacques Le Vavasseur         | 142      | 28       | 6:08,6 min | 13        | 7       | 103,0  | 19,5   | 14:06,6 min | 15        | 82,5   |
| 13   | GBR  | David Turquand-Young                 | 168      | 10       | 5:21,8 min | 3         | 30,5    | DNF    | 36     | 13:11,0 min | 5         | 84,5   |
| 14   | DEN  | Marius Christensen                   | 170      | 12       | 6:02,4 min | 10        | 4       | 94,5   | 24     | 16:30,0 min | 35        | 85,0   |
| 15   | DEN  | Otto Olsen                           | 186      | 1        | 7:43,6 min | 32        | 8       | 76,0   | 29     | 14:12,0 min | 16        | 86,0   |
| 16   | NOR  | Olliver Smith                        | 164      | 18       | 5:58,8 min | 8         | 34,5    | 102,0  | 21     | 13:13,0 min | 6         | 87,5   |
| 17   | BEL  | Léopold Buffin de Chosal             | 156      | 21       | 6:25,8 min | 20        | 13,5    | 146,0  | 2      | 16:03,0 min | 33        | 89,5   |
| 18   | BEL  | J. L. M. Van Loocke                  | 134      | 30       | 6:18,0 min | 16        | 15,5    | 125,0  | 9,5    | 14:28,0 min | 21        | 92,0   |
| 19   | GBR  | Brian Horrocks                       | 129      | 35       | 6:12,2 min | 14        | 34,5    | 123,0  | 12     | 13:07,0 min | 3         | 98,5   |
| 20   | FRA  | René Dignon                          | 174      | 8        | 8:00,0 min | 34        | 9       | 64,5   | 31     | 14:12,4 min | 17        | 99,0   |
| 21   | NOR  | Leif Knudtzon                        | 167      | 15       | 6:21,2 min | 17        | 30,5    | 113,0  | 15     | 14:30,0 min | 22        | 99,5   |
| 22   | NED  | Carolus Stoffels                     | 180      | 6        | 6:38,2 min | 23        | 26,5    | 97,5   | 23     | 14:50,0 min | 24        | 102,5  |
| 23   | FRA  | Guillaume de Tournemire              | 134      | 31       | 7:39,4 min | 29        | 6       | 122,0  | 13     | 15:22,0 min | 28        | 107,0  |
| 24   | ITA  | Omero Chiesa                         | 136      | 29       | 5:21,6 min | 2         | 22,5    | 103,0  | 19,5   | 16:40,0 min | 36        | 109,0  |
| 25   | FIN  | Emil Hagelberg                       | 163      | 19       | 5:41,2 min | 5         | 37,5    | 92,5   | 26     | 14:31,0 min | 23        | 110,5  |
| 26   | USA  | Donald Scott                         | 131      | 34       | 7:56,0 min | 33        | 22,5    | 114,0  | 14     | 13:20,0 min | 8         | 111,5  |
| 27   | NED  | Karel John van den Brandeler         | 146      | 23       | 6:56,4 min | 27        | 19,5    | 130,0  | 7      | 16:46,0 min | 37        | 113,5  |
| 28   | GBR  | Frederick Barton                     | 165      | 16       | 6:45,0 min | 24        | 37,5    | DNF    | 36     | 13:25,0 min | 9         | 122,5  |
| 29   | BEL  | Jacques De Wykerslooth De Rooyesteyn | 140      | 25       | 7:41,6 min | 31        | 22,5    | 111,5  | 17,5   | 15:08,6 min | 27        | 123,0  |
| 30   | ITA  | Ernesto Corradi                      | 140      | 26       | 6:34,8 min | 22        | 26,5    | 98,0   | 22     | 15:42,0 min | 31        | 127,5  |
| 31   | USA  | Ernest Harmon                        | 182      | 5        | 8:30,4 min | 37        | 30,5    | 40,5   | 32     | 15:01,0 min | 26        | 130,5  |
| 31   | NED  | Barent Momma                         | 172      | 11       | 7:40,4 min | 30        | 30,5    | 75,0   | 30     | 15:25,0 min | 29        | 130,5  |
| 33   | ITA  | Giuseppe Micheli                     | 134      | 32       | 8:10,6 min | 35        | 22,5    | 111,5  | 17,5   | 15:28,0 min | 30        | 137,0  |
| 34   | USA  | Frederick Pitts                      | 134      | 33       | 6:45,8 min | 25        | 26,5    | DNF    | 36     | 14:15,0 min | 18        | 138,5  |
| 35   | BEL  | Jules Hulsmans                       | 140      | 27       | 6:49,8 min | 26        | 34,5    | 90,0   | 28     | 14:58,0 min | 25        | 140,5  |
| 36   | ITA  | Gaspare Pasta                        | 126      | 36       | 8:13,4 min | 36        | 2       | DNF    | 36     | 15:48,0 min | 32        | 142,0  |
| 37   | TCH  | Karel Tůma                           | 68       | 37       | 6:58,0 min | 28        | 34,5    | 37,0   | 33     | 16:25,0 min | 34        | 166,5  |
| 38   | TCH  | Jindřich Lepiere                     | 55       | 38       | 8:49,4 min | 38        | 19,5    | DNF    | 36     | 17:48,0 min | 38        | 169,5  |